# Вэньтянь

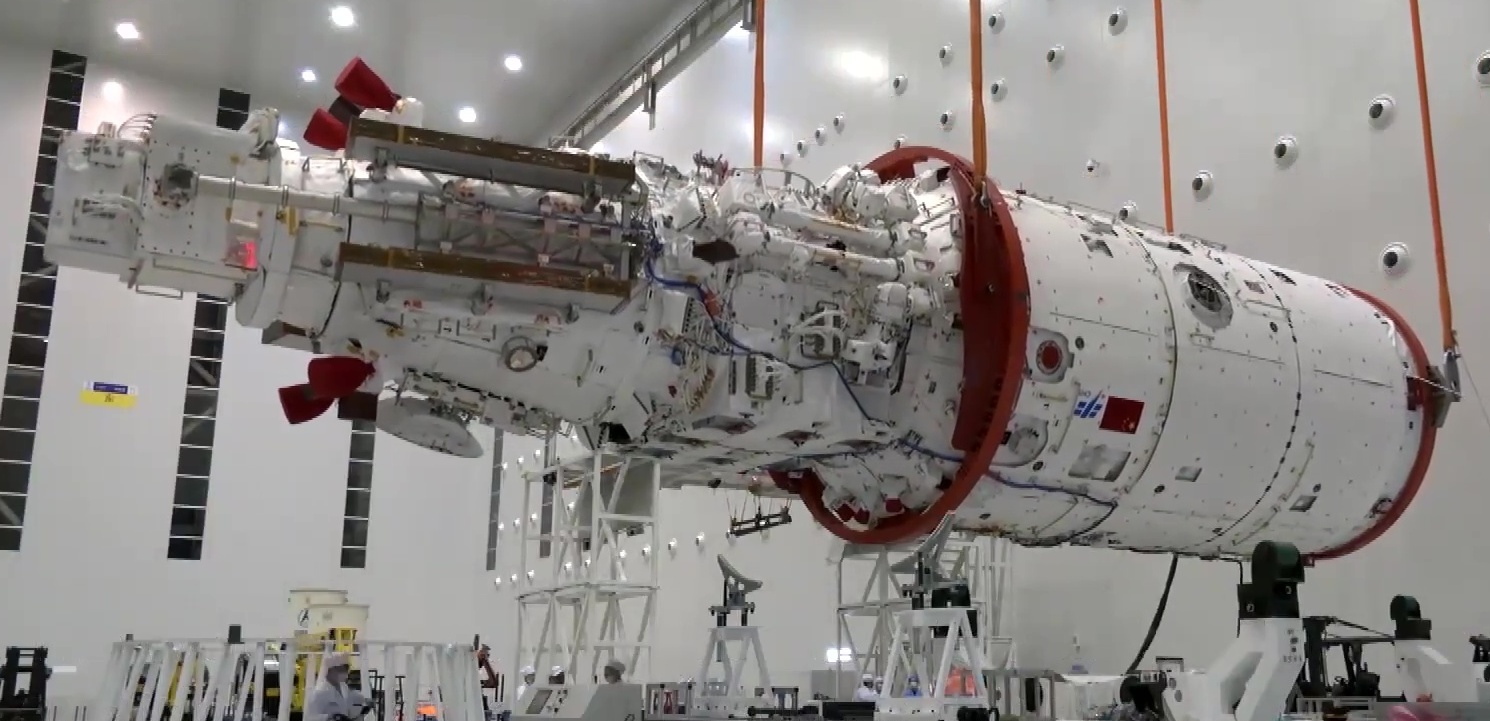
«Вэньтянь» перед запуском

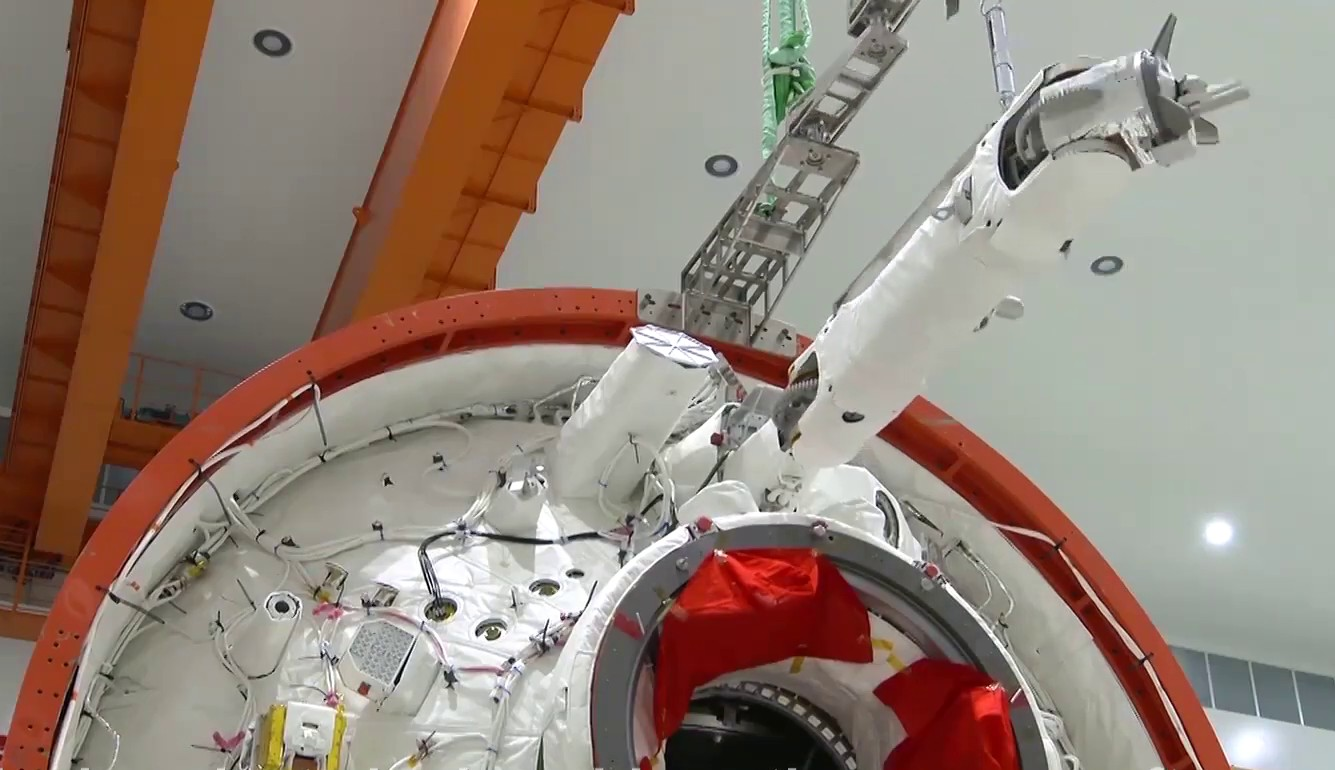
Перестыковочный манипулятор на торце модуля «Вэньтянь»

«Вэньтянь» (кит. трад. 問天, упр. 问天, пиньинь Wèntiān, палл. Вэньтянь, буквально: «Вопрошание к небу») — экспериментальный модуль № 1 китайской модульной орбитальной станции «Тяньгун». Он дублирует функции управления основного модуля «Тяньхэ». Также является местом, где можно хранить полезные грузы станции.

## Устройство
В основу проекта модуля «Вэньтянь» положена космическая лаборатория «Тяньгун-2».
Модуль имеет длину 17,9 м и массу около 23 тонн. На нём имеется кубическая шлюзовая камера с люком диаметром 1 метр для выходов в открытый космос — ощутимо удобнее, чем люк на основном модуле диаметром 85 см, с 5-метровым манипулятором с внешней стороны, а также привод вращения солнечных батарей, для их разворота в сторону солнца.
«Вэньтянь», как и «Тяньхэ», оборудован тремя жилыми каютами, кухней и санузлом, что позволит комфортно жить на станции шести тайконавтам одновременно.

## Запуск и пристыковка
Запуск модуля произведён с помощью ракеты-носителя «Чанчжэн-5B» с космодрома Вэньчан 24 июля 2022 года в 6:22 UTC. Стыковка с передним портом базового модуля, который неделей ранее освободил отстыковавшийся от станции грузовой корабль «Тяньчжоу-3», состоялась в тот же день, в 19:13 UTC. На станции в это время находился экипаж корабля «Шэньчжоу-14». Это была первая орбитальная стыковка модулей в истории китайской космонавтики, станция «Тяньгун» стала многомодульной.
30 сентября расположенный на торце модуля манипулятор «Ляппа», названный так по неформальному названию схожего с ним АСПр советской станции «Мир» перестыковал прибывший модуль с осевого на правый стыковочный узел основного модуля. Это была первая перестыковка модуля в истории китайской космонавтики, и первая после перестыковок модулей станции «Мир» в 1990-е годы.

## В полёте
1 сентября 2022 года тайконавты Чэнь Дун и Лю Ян совершили первый выход в открытый космос через шлюзовую камеру модуля.

## Примечания

Моделирование перестыковки модуля «Вэньтянь» Ляппой